# Italië op het Junior Eurovisiesongfestival
Italië doet sinds 2014 mee aan het Junior Eurovisiesongfestival.

## Geschiedenis
Italië maakte zijn debuut op het Junior Eurovisiesongfestival relatief laat: pas bij de twaalfde editie van het evenement, in 2014, was het land voor het eerst van de partij. In de jaren voordien was de Italiaanse interesse in de wedstrijd nihil, maar dat veranderde in 2013, toen buurland San Marino zijn debuut maakte en Malta het festival won.
De 14-jarige Vincenzo Cantiello was de eerste die Italië op het Junior Eurovisiesongfestival mocht vertegenwoordigen. Hij werd in 2014 naar het festival in Malta gestuurd en trad daar aan met het lied Tu primo grande amore. Behalve de twee pianisten die meespeelden bij de inzending van Bulgarije, was Cantiello de enige jongen in de competitie. Bij de puntentelling behaalde hij een score van 159 punten en sleepte daarmee meteen de overwinning in de wacht. Hiermee kreeg Italië het voorrecht om het festival van 2015 te organiseren, maar de RAI zag hier uiteindelijk van af. De show vond daarom plaats in Bulgarije, het land dat in 2014 tweede was geworden. Italië nam wel opnieuw deel, maar kon de winst van een jaar eerder niet evenaren: Chiara & Martina Scarpari eindigden op de zestiende en voorlaatste plaats.
In 2016 boekten de Italianen wel weer een groot succes, met een derde plaats voor Fiamma Boccia en het lied Cara mamma (dear mom). Na een teleurstellende prestatie in 2017 (elfde) eindigde Italië in 2018 wederom in de top 10, dankzij een zevende plaats voor het duo Melissa & Marco.

## Italiaanse deelnames
| Jaar | Artiest                   | Lied                  | Plaats | Punten | Taal                |
| ---- | ------------------------- | --------------------- | ------ | ------ | ------------------- |
| 2014 | Vincenzo Cantiello        | Tu primo grande amore | 1      | 159    | Italiaans en Engels |
| 2015 | Chiara & Martina Scarpari | Viva                  | 16     | 34     | Italiaans           |
| 2016 | Fiamma Boccia             | Cara mamma (dear mom) | 3      | 209    | Italiaans en Engels |
| 2017 | Maria Iside Fiore         | Scelgo (my choice)    | 11     | 86     | Italiaans en Engels |
| 2018 | Melissa & Marco           | What is love          | 7      | 151    | Italiaans en Engels |
| 2019 | Marta Viola               | La voce della Terra   | 7      | 129    | Italiaans en Engels |
| 2021 | Elisabetta Lizza          | Specchio              | 10     | 107    | Italiaans en Engels |
| 2022 | Chanel Dilecta Apolloni   | Bla bla bla           | 11     | 95     | Italiaans en Engels |
| 2023 | Melissa & Ranya           | Un mondo giusto       | 11     | 81     | Italiaans en Engels |
| 2024 | Simone Grande             | Pigiama party         | 9      | 98     | Italiaans en Engels |
| 2025 |                           |                       |        |        |                     |

| Kleur | Betekenis      |
| ----- | -------------- |
|       | Eerste plaats  |
|       | Tweede plaats  |
|       | Derde plaats   |
|       | Laatste plaats |
|       | Gastland       |

## Gegeven en gekregen punten
| Plaats | Land      | Punten |
| ------ | --------- | ------ |
| 1      | Malta     | 72     |
| 2      | Georgië   | 51     |
| 3      | Australië | 42     |
| 4      | Albanië   | 41     |
| 5      | Frankrijk | 40     |

| Plaats | Land    | Punten |
| ------ | ------- | ------ |
| 1      | Georgië | 63     |
| 2      | Malta   | 61     |
| 3      | Ierland | 55     |
| 4      | Albanië | 50     |
| 5      | Servië  | 42     |

## Twaalf punten
(Een vetgedrukte editie betekent dat het land die editie won.)
| Aantal | Land         | Edities                  |
| ------ | ------------ | ------------------------ |
| 3      | Malta        | 2014, 2016 (K), 2017 (J) |
| 2      | Spanje       | 2019 (J), 2023 (J)       |
| 1      | Albanië      | 2015                     |
| 1      | Australië    | 2018 (J)                 |
| 1      | Azerbeidzjan | 2021 (J)                 |
| 1      | Frankrijk    | 2022 (J)                 |
| 1      | Georgië      | 2024 (J)                 |
| 1      | Ierland      | 2016 (J)                 |

| Aantal | Land            | Edities            |
| ------ | --------------- | ------------------ |
| 2      | Malta           | 2015, 2016 (K)     |
| 2      | Noord-Macedonië | 2016 (J), 2018 (J) |
| 1      | Albanië         | 2022 (J)           |
| 1      | Georgië         | 2022 (J)           |
| 1      | Ierland         | 2019 (J)           |
| 1      | Kinderjury      | 2014               |
| 1      | Montenegro      | 2014               |
| 1      | Polen           | 2016 (K)           |
| 1      | San Marino      | 2014               |
| 1      | Slovenië        | 2014               |

2014 · 2015 · 2016 · 2017 · 2018 · 2019 · 2020 · 2021 · 2022 · 2023 · 2024